# Vanessa Vidal
Pour les articles homonymes, voir Vidal.
Vanessa Vidal, née le 21 décembre 1974 à Saint-Jean-de-Maurienne, est une skieuse alpine française. Elle participe aux Jeux olympiques d'hiver de 2006 à Turin après avoir pris part aux Jeux olympiques d'hiver de 2002 à Salt Lake City.
Ses parents étaient moniteurs de ski et tenaient un magasin d'articles de sport. Sa mère Colette est la sœur de Jean-Pierre Augert (membre de l'équipe de France des Jeux olympiques de Grenoble en 1968, champion du monde militaire de slalom géant en 1967), et  la cousine germaine de Jean-Noël Augert (champion du Monde de slalom en 1970 et 3 fois vainqueur de la Coupe du Monde de slalom).
Son frère Jean-Pierre Vidal est aussi un skieur alpin, champion olympique de slalom en 2002.

## Palmarès

### Jeux olympiques d'hiver
Vanessa Vidal participe aux Jeux de Salt Lake City en 2002 et ceux de Turin en 2006. Elle y dispute deux courses et obtient son meilleur résultat avec une 7e place dans le slalom de Salt Lake City.
| Épreuve / Édition | Salt Lake City 2002 | Turin 2006 |
| ----------------- | ------------------- | ---------- |
| Slalom            | 7e                  | 26e        |

### Championnats du monde
Vanessa Vidal participe à quatre éditions des championnats du monde de ski alpin entre 1997 et 2007. Elle y dispute quatre courses et obtient comme meilleur résultat une 17e place.
| Épreuve / Édition | Sestrières 1997 | Sankt Anton 2001 | Santa Caterina 2005 | Åre 2007 |
| ----------------- | --------------- | ---------------- | ------------------- | -------- |
| Slalom            | 25e             | Abandon          | 17e                 | 32e      |

### Coupe du monde
Au total, Vanessa Vidal participe à 113 courses en Coupe du monde, principalement en slalom. Son meilleur résultat est une 4e place. Elle obtient son meilleur classement général en 2000 en finissant au 35e rang, et se classe 7e du classement du slalom cette même année,.

#### Différents classements en Coupe du monde
| Saison / Épreuve | Saison / Épreuve | Général | Général | Slalom | Slalom |
| ---------------- | ---------------- | ------- | ------- | ------ | ------ |
| Saison / Épreuve | Saison / Épreuve | Class.  | Points  | Class. | Points |
| 1995             | 1995             | 104e    | 8       | 51e    | 8      |
| 1996             | 1996             | 75e     | 45      | 37e    | 45     |
| 1997             | 1997             | 56e     | 87      | 24e    | 87     |
| 1999             | 1999             | 92e     | 21      | 41e    | 21     |
| 2000             | 2000             | 35e     | 305     | 7e     | 305    |
| 2001             | 2001             | 40e     | 170     | 14e    | 170    |
| 2002             | 2002             | 46e     | 164     | 13e    | 164    |
| 2003             | 2003             | 63e     | 86      | 24e    | 86     |
| 2004             | 2004             | 85e     | 37      | 35e    | 37     |
| 2005             | 2005             | 81e     | 25      | 35e    | 25     |
| 2006             | 2006             | 79e     | 43      | 29e    | 43     |
| 2007             | 2007             | 57e     | 116     | 18e    | 116    |

#### Performances générales
| Résultat  | Descente | Slalom géant | Slalom | Total |
| --------- | -------- | ------------ | ------ | ----- |
| 1re place | -        | -            | -      | -     |
| 2e place  | -        | -            | -      | -     |
| 3e place  | -        | -            | -      | -     |
| Top 10    | -        | -            | 14     | 14    |
| Top 30    | -        | -            | 62     | 63    |
| Autres    | 1        | 8            | 41     | 50    |
| Départs   | 1        | 8            | 103    | 113   |

### Championnats de France
En slalom, elle remporte le titre de championne de France en 2006, est 5 fois vice-championne de France (en 1995,1997, 2001, 2002 et 2004), et 3e en 2007 .
Elle est championne de France du combiné en 1997.